# Белорусско-мексиканские отношения
Мексикано-белорусские отношения — двусторонние дипломатические отношения между Республикой Беларусь и Мексиканскими Соединёнными Штатами. Обе страны являются членами ООН.

## История
Беларусь и Мексика установили дипломатические отношения в январе 1992 года. Долгое время отношения между двумя странами были ограниченными, в основном имели место в рамках многосторонних встреч в Организации Объединённых Наций.
В декабре 2007 года Генеральная Ассамблея Организации Объединённых Наций провела голосование по вопросу о положении в области прав человека в Беларуси в связи с президентскими выборами 2006 года и их последствиями. Мексика воздержалась при голосовании по данной резолюции. В сентябре 2008 года Беларусь и Мексика подписали «Соглашение о содействии и взаимной защите инвестиций». Соглашение было подписано в Минске заместителем министра иностранных дел Беларуси и заместителем министра экономики Мексики. В том же году между обеими странами было также подписано Соглашение о создании Совместной экономической комиссии.
В июне 2015 года начальник управления Америки Министерства иностранных дел Беларуси Олег Кравченко совершил официальный визит в Мехико, где провёл встречи с депутатом Конгресса Мексики и председателем группы дружбы «Мексика-Беларусь» Магдаленой дель Сокорро Нуньес Монреаль, а также в Комиссии по иностранным делам Сената Мексики. Целью визита Кравченко было содействие укреплению двусторонних межпарламентских отношений между двумя странами.
17 марта 2016 года Мексика открыла своё первое почётное консульство в Минске. Во время церемонии открытия посол Мексики в России и Беларуси по совместительству Рубен Альберто Бельтран Герреро возглавил церемонию вместе с заместителем министра иностранных дел Беларуси Евгением Шестаковым.
В сентябре 2020 года Мексика выступила с осуждением репрессий в отношении протестующих.

## Дипломатические миссии
Ни в одной стране нет постоянного посла.
- Беларусь аккредитована в Мексике в своём посольстве в Гаване (Куба), и имеет почётное консульство в Мехико[9][10].
- Мексика аккредитована в Беларуси в своём посольстве в Москве (Россия), и имеет почётное консульство в Минске[11].